# Elatostema rhombiforme
Elatostema rhombiforme är en nässelväxtart som beskrevs av Wen Tsai Wang. Elatostema rhombiforme ingår i släktet Elatostema och familjen nässelväxter. Inga underarter finns listade i Catalogue of Life.